# Paul Graebner
Karl Otto Peter Paul Graebner, né le 29 juin 1871 à Aplerbeck et mort le 6 février 1933 à Berlin, est un botaniste allemand.

## Biographie
Il commence ses études à l'école d'horticulture de Potsdam, et devient jardinier au jardin botanique de Schöneberg (Berlin), où Paul Ascherson remarque le jeune homme. Il herborise avec lui dans les années 1890 dans le pays de Jerichow et dans le Vorharz. Ascherson le prend comme assistant au jardin botanique de Schöneberg, puis Paul Graebner poursuit des études de botanique jusqu'au titre de docteur en philosophie. Plus tard, il publiera avec Paul Ascherson son ouvrage de référence sur la flore d'Europe centrale Synopsis der mitteleuropäischen Flora (Leipzig, 1896-1910).
Paul Graebner est nommé professeur au jardin botanique de Berlin et au musée botanique de Berlin, se consacrant à des travaux essentiellement sur la phytogéographie d'Allemagne et en particulier d'Allemagne centrale. Paul Graebner est l'auteur, le coauteur et l'éditeur de nombreux travaux et manuels.
Il est enterré non loin de son ami Paul Ascherson, au cimetière de Lichterfelde. Son fils, Paul, était également botaniste, spécialisé dans la flore de Westphalie.

## Quelques publications
- Lehrbuch der ökologischen Pflanzengeographie (1918, 3. Auflage),
- Taschenbuch zum Pflanzenbestimmen (1918, 10. Auflage 1924),
- Die pflanzengeographischen Verhältnisse von Bialowies (1918),
- Führer zu einem Rundgang durch die Freiland-Anlagen des Botanischen Gartens der Universität Berlin zu Berlin-Dahlem (1919),
- Lehrbuch der nichtparasitären Pflanzenkrankheiten (1920),
- Handbuch der Pflanzenkrankheiten. Band 1: Die nichtparasitären Krankheiten (1921, Mitherausgeber Gustav Lindau),
- Handbuch der Pflanzenkrankheiten. Band 2: Die pflanzl. Parasiten (1. Teil) (1921, Mitherausgeber G. Lindau),
- Handbuch der Pflanzenkrankheiten. Band 3: Die pflanzlichen Parasiten (2. Teil) (1923, Mitherausgeber G. Lindau),
- Beiträge zur Flora des Urwaldes von Bialowies (1925),
- Die Heide Norddeutschlands und die sich anschließenden Formationen in biologischer Betrachtung (1925, Mitautoren Fritz Graebner, Friedrich Erdmann (de)),
- Lehrbuch der allgemeinen Pflanzengeographie (1929),
- Lehrbuch der ökologischen Pflanzengeographie (1930–1933).